# Barrage de Patnos
Le barrage de Patnos est un barrage de Turquie.

## Sources
- (en) www.dsi.gov.tr/tricold/patnos.htm Site de l'agence gouvernementale turque des travaux hydrauliques